# Cerkev sv. Frančiška in Bernardina, Vilna
Cerkev sv. Frančiška in sv. Bernardina (znana tudi kot Bernardinska cerkev) je rimskokatoliška cerkev v starem mestnem jedru Vilne v Litvi. Stoji ob cerkvi sv. Ane. Posvečena svetnikoma Frančišku Asiškemu in Bernardinu Sienskemu je pomemben primer gotske arhitekture v Litvi.

## Zgodovina
Po prihodu v Vilno so menihi bernardinci v drugi polovici 15. stoletja zgradili leseno cerkev, konec istega stoletja pa še opečno. V začetku 16. stoletja je bila rekonstruirana, očitno s sodelovanjem mojstra iz Gdanska Mihaela Enkingerja. V začetku 16. stoletja je bila cerkev vključena v gradnjo obrambnega zidu Vilne, zato so v njenem obzidju odprtine za streljanje. Potem je bila večkrat obnovljena, zlasti po vojni z Moskvo 1655–61, ko so kozaki opustošili cerkev in ubili menihe in državljane, ki so se tja zatekli. V času sovjetske okupacije so jo zaprli in predali Umetniškemu inštitutu. Leta 1994 so se bratje svetega Frančiška vrnili v cerkev. Po legendi so menihi bernardinci tako dobro pridigali, da so jih prihajale poslušat množice. Zato je cerkev tako velika.

## Arhitektura
Cerkev in samostan sta med največjimi sakralnimi zgradbami v Vilni, čeprav sta v 17. in 18. stoletju dobili renesančne in baročne poteze. Ker je veliko večja in bolj arhaična od cerkve sv. Ane, s slednjo tvori zanimiv in edinstven ansambel. Na fasadi izstopajo gotska okna s konicami in oporniki. Nad njimi se dviga pediment z dvema osmerokotnima stolpoma na straneh in fresko z razpelom v srednji niši. Gotski prezbiterij je najstarejši del cerkve. Osem visokih stebrov deli notranjost cerkve na tri ladje. V bernardinski cerkvi je veliko dragocenih stenskih slik iz 16. stoletja in najstarejša znana umetniška litovska skulptura iz 15. stoletja. Stene ladij so okrašene z gotskimi barvnimi freskami, delno odkritimi leta 1981 - dinamičnimi, barvitimi figuralnimi kompozicijami na biblijske in hagiografske teme, z občasnimi napisi v gotskih značilnostih, rastlinskimi okraski, heraldičnimi oznakami itd. Te poslikave izhajajo iz začetka 16. stoletja in veljajo za edinstvene na svetu: njihova sestava in vrsta predstavitve predmeta pripada renesansi, stilistika pa gotskemu slogu.
Bernardinski samostan severno od cerkve, zgrajen hkrati s cerkvijo, je bil večkrat obnovljen in rekonstruiran. Od ustanovitve sta pri samostanu delovala noviciat in semenišče, nakopičila se je bogata knjižnica in deloval skriptorij. Med menihi so bili  umetniki, obrtniki in organisti. Samostan je bil zaprt leta 1864, v stavbi pa vojašnica. Leta 1919 je bila dana umetniški fakulteti univerze, kasneje - Umetniškemu inštitutu (danes Umetniška akademija).